# 포레치

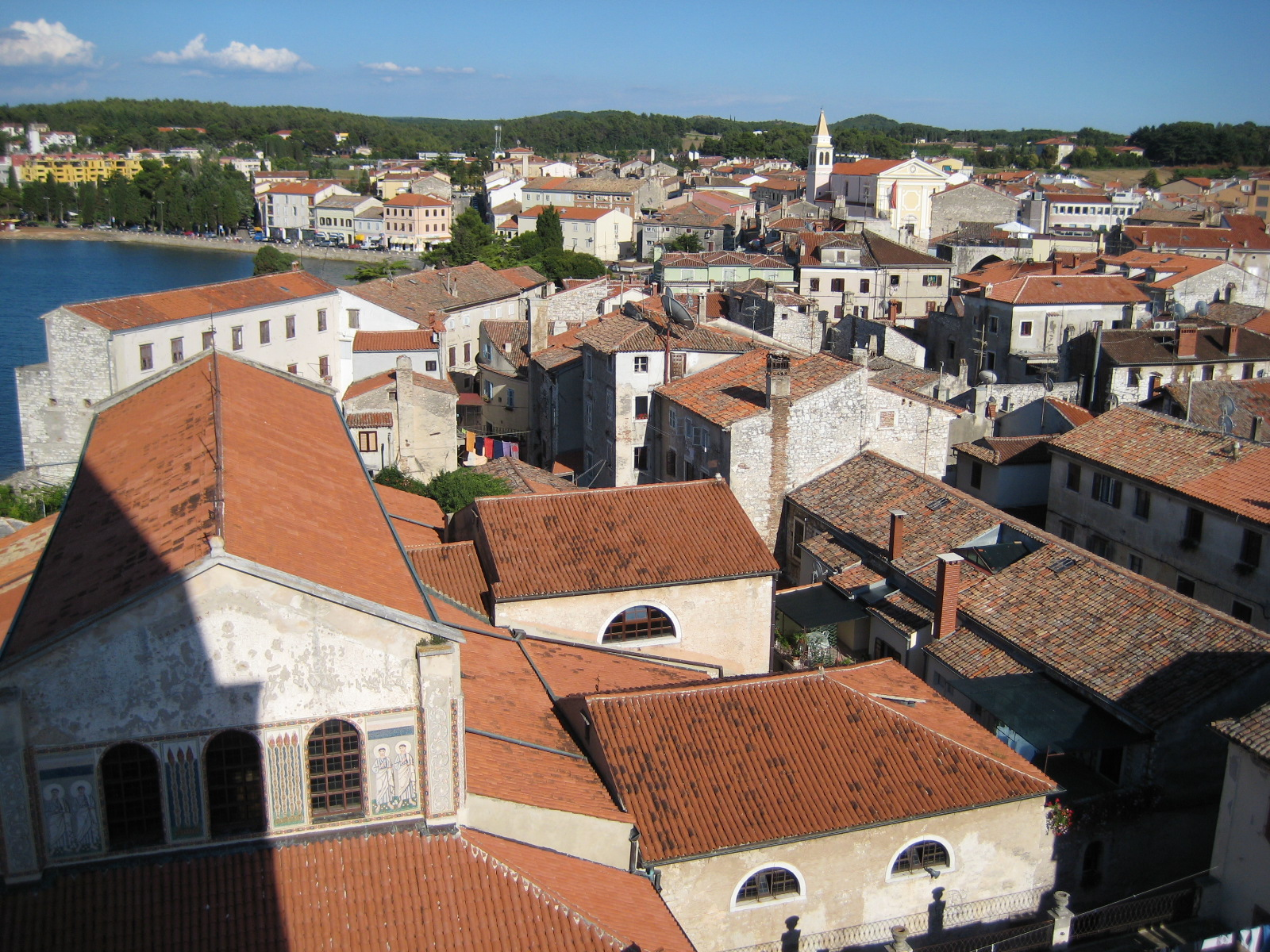
포레치 시가지

포레치(크로아티아어: Poreč, 이탈리아어: Parenzo, 라틴어: Parens 또는 Parentium, 독일어: Parenz)는 크로아티아 이스트라주의 도시로, 이스트라반도 서안에 위치하며 높이는 29m, 인구는 17,460명(2001년 기준)이다. 1997년 유네스코가 지정한 세계유산에 선정된 포레치 역사 지구와 에우프라시우스 성당이 있다.
약 2,000년의 역사를 갖고 있으며 스베치 니콜라 섬은 바다로부터 항구를 지켜내는 역할을 담당했다. 도시 인구 약 12,000명 가운데 대부분이 도시 주변에 살고 있으며 도시 전체 인구는 약 17,000명으로 추산된다. 도시 전체 면적은 139km2이며 노비그라드 근교의 미르나 강에서 남쪽에 있는 푼타나와 브르사르까지 이어져 있는 해안선 37km를 포함한다.

## 인구
| 연도                                                                         | 인구   | ±%     |
| ---------------------------------------------------------------------------- | ------ | ------ |
| 1880                                                                         | 7,355  | —      |
| 1890                                                                         | 8,478  | +15.3% |
| 1900                                                                         | 10,168 | +19.9% |
| 1910                                                                         | 12,439 | +22.3% |
| 1921                                                                         | 12,252 | −1.5%  |
| 1931                                                                         | 12,607 | +2.9%  |
| 1948                                                                         | 9,862  | −21.8% |
| 1953                                                                         | 8,604  | −12.8% |
| 1961                                                                         | 8,216  | −4.5%  |
| 1971                                                                         | 8,820  | +7.4%  |
| 1981                                                                         | 11,739 | +33.1% |
| 1991                                                                         | 14,633 | +24.7% |
| 2001                                                                         | 17,460 | +19.3% |
| 2011                                                                         | 16,696 | −4.4%  |
| 출처: Naselja i stanovništvo Republike Hrvatske 1857–2001, DZS, Zagreb, 2005 |        |        |